# Turner (Montana)
Turner – jednostka osadnicza w Stanach Zjednoczonych, w stanie Montana, w hrabstwie Blaine.